# Law Abiding Citizen
Law Abiding Citizen é um filme de ação policial estadunidense de 2009 dirigido por F. Gary Gray. Primeiro filme produzido pelo ator Gerard Butler (em parceria com Lucas Foster, Mark Gill, Alan Siegel e Kurt Wimmer), o filme estreou nos EUA em 2009 e, já na primeira semana, arrecadou US$ 21,3 milhões, ficando em segundo lugar nas bilheterias e repetindo a colocação na segunda semana.

## Sinopse
Durante um assalto, Clyde Shelton (Gerard Butler) vê sua mulher e filha serem assassinadas brutalmente em sua própria casa. Quando os assassinos são capturados, o jovem procurador Nick Rice (Jamie Foxx) assume o caso, porém é obrigado a soltar um dos envolvidos em troca de informações sobre um de seus cúmplices. Clyde não aceita ver o assassino de sua mulher e filha à solta e tenta impedir que o fato ocorra, mas não consegue evitar que o assassino seja solto. Então decide fazer, ele mesmo, justiça pelos assassinatos das duas. Dez anos depois o assassino que havia sido solto  é encontrado morto e Clyde assume a autoria do crime, avisando a Nick que um a um, os assassinos de sua familia serão mortos. Clyde é preso, mas de sua cela consegue planejar e executar uma série de assassinatos que ninguém consegue prever.

## Elenco
- Jamie Foxx -  Nick Rice
- Gerard Butler -  Clyde Shelton
- Colm Meaney -  Detetive Dunnigan
- Bruce McGill -  Jonas Cantrell
- Leslie Bibb -  Sarah Lowell
- Michael Irby -  Detetive Garza
- Gregory Itzin -  Iger
- Regina Hall -  Kelly Rice
- Emerald-Angel Young -  Denise Rice
- Christian Stolte -  Clarence Darby
- Annie Corley -   Laura Burch
- Richard Portnow -  Bill Reynolds
- Viola Davis -  Prefeito
- Michael Kelly -  Bray
- Josh Stewart -  Rupert Ames

## Recepção
O Metacritic, que usa uma média ponderada, atribuiu ao filme uma pontuação de 34 em 100, baseado em 26 críticos, indicando críticas "geralmente desfavoráveis".